# Aktív (televíziós műsor)
Az Aktív a TV2 egykori bulvármagazinja volt 2002-2016-ig.

## Története
A műsor 2002. január 7-én indult. A magazin élete során többször is váltott díszletet, főcímet. 2009-ben társműsora is indult Aktív Extra néven, ami 2015-ig ment. 2016. december 31-én volt az utolsó adása a műsornak.

## Műsorvezetők
- Bartal Csaba (2002)
- Czippán Anett (2008-2010, 2015-2016)
- Gombos Edina (2002-2015)
- Kadlecsek Krisztián (2016)
- Kulcsár Edina (2015-2016)
- Papp Gergely (2010-2015)
- Somogyi Zoltán (2008-2009)
- Szebeni István (2002-2008)
- Váczi Gergő (2009-2015)